# Wirtschaftspartnerschaftsabkommen
Der Begriff Wirtschaftspartnerschaftsabkommen (WPA) bzw. Economic Partnership Agreement (EPA) bezeichnet von der EU geförderte Abkommen über Freihandelszonen zwischen der EU und den 79 AKP-Staaten (in der Mehrzahl ehemalige europäische Kolonien in Afrika, der Karibik und im Südpazifik).
Die vertragliche Grundlage der EPA liegt im Cotonou-Abkommen, welche am 23. Juni 2000 von den Mitgliedstaaten der EU und den Mitgliedstaaten der Gruppe der AKP-Staaten in Cotonou, Benin, unterzeichnet wurde. Konkrete EPA-Verhandlungen laufen seit dem Jahr 2002.
Zentrales Ziel des Abkommens war es, die von der WTO kritisierten nicht-reziproken Handelspräferenzen der Lomé-Abkommen (1975 bis 2000) durch reziproke Handelsabkommen bis zum 1. Januar 2008 zu ersetzen.
Im Jahr 2014 schloss die EU ein regionales Abkommen mit Westafrika (ECOWAS) und dem Südlichen Afrika (SADC) ab. Bereits Ende 2007 wurde zwischen der EU und der Karibik (CARIFORUM = Caribbean Forum of ACP-States) ein regionales Wirtschaftspartnerschaftsabkommen geschlossen.
Oft wird vereinfachend von Partnerschaftsabkommen gesprochen.

## Historischer Hintergrund
Die Handelsbeziehungen zwischen der EU und den AKP-Staaten gehen auf das Kolonialzeitalter zurück. Bei der Gründung der Europäischen Gemeinschaft war eine eventuelle Unabhängigkeit der Kolonien noch nicht vorgesehen. Mit der Entkolonialisierung stellte sich die Frage, wie der Handel künftig zu gestalten sei. Die Yaoundé-Abkommen (Yaoundé I 1964–1969 und Yaoundé II 1971–1975) ermöglichten eine weitgehende Kontinuität der kolonialen Handelsmuster zwischen den ehemaligen Kolonien und den jeweiligen „Mutterländern“ – agrarische und mineralische Rohstoffe im Tausch gegen verarbeitete Handelsprodukte, ohne dass damit eine erhöhte Fertigungstiefe, intensiviere regionale Handelsbeziehungen oder verbesserte Marktzugänge verbunden waren. Auch eine entwicklungspolitische Komponente fehlte. Während der Laufzeit von Yaoundé I und II verringerte sich der Anteil der AKP-Importe in die EU von 5,6 % der EU-Importe aus Entwicklungsländern im Jahre 1958 auf 2,9 %. (Holland 2002: 30).
Das Lomé-Abkommen löste die Yaoundé-Abkommen 1975 ab. Ziele und Inhalte des Abkommens spiegeln zahlreiche zeitgeschichtliche Veränderungen wider: Großbritannien beharrte bei den Beitrittsverhandlungen zur Europäischen Gemeinschaft darauf, dass eine privilegierte Handelspartnerschaft zu seinen ehemaligen Kolonien fortbestehen solle. Gleichzeitig hatten sich die AKP-Staaten als neuer politischer Zusammenschluss konstituiert und traten entschieden für eine Neue Weltwirtschaftsordnung ein. In Gestalt eines Präferenzzugangs zum europäischen Markt und in Gestalt garantierter Preise für mineralische und agrarische Rohstoffe haben Konzepte der Neuen Weltwirtschaftsordnung Einzug in das Lomé-Abkommen gefunden. Entwicklungspolitische Komponenten gewannen im Laufe der insgesamt vier Lomé-Abkommen immer mehr an Bedeutung, insbesondere Konzepte zur Demokratieförderung, Menschenrechtsschutz und Rechtsstaatlichkeit. Lomé konnte freilich viele der in das Abkommen gesetzten Erwartungen nicht erfüllen. Das Südliche Afrika blieb weiterhin marginalisiert; der Beitrag afrikanischer Staaten zum Welthandel sank auf 2 % im Jahre 1990 und 1,65 % im Jahre 1997 (Kappel 1999: 23). Die Import- und Exportstrukturen diversifizierten sich nicht und blieben verhaftet in kolonialen Produktionsmustern.
Nach dem Ende des Warschauer Pakts öffnete sich ein politisches Gelegenheitsfenster, um die Handelsvereinbarungen unter veränderten Prämissen neu zu verhandeln. Zwei Aspekte sind dafür zentral:
1) Das Ende der Blockkonfrontation schuf ein politisches Vakuum. Für die AKP-Staaten war dies mit der Möglichkeit verbunden, neue politische Bindungen einzugehen. Für die EU bedeutete dies gleichzeitig, dass ihre bisher unangefochtene Machtposition in einer zusehends multipolaren Weltordnung neu justiert werden musste, dass aber auch Gestaltungsmöglichkeiten für eine neue Partnerschaft beider Ländergruppen zur Verfügung standen.
2) Die Gründung der Welthandelsorganisation WTO markierte den Aufstieg einer neoliberalen Welthandelsordnung. Damit verknüpft war eine weitreichende Kritik an nicht-reziproken Handelspräferenzen, wie sie durch Lomé garantiert wurden. Dies konnte seitens des WTO-Schiedsgerichts als Handelsdiskriminierung gewertet werden, wobei allerdings in begründeten Fällen für Entwicklungsländer Ausnahmegenehmigungen – sogenannte Waiver – beantragt werden können. Anvisiert wurde daher der Abschluss eines Abkommens mit reziproken Handelspräferenzen. Zusätzlich wurden aber neben Zölle und Quoten die sogenannten nichttarifären Handelshemmnisse als zentrales Problem für die EU-AKP-Handelsbeziehungen identifiziert. Genannt wurden beispielsweise Wettbewerbspolitiken, technische, sanitäre und phytosanitäre Standards, Subventionen, Anti-Dumping-Maßnahmen, umweltpolitische und sozialpolitische Bestimmungen, geistige Eigentumsrechte sowie Investitionsbedingungen.
Eckpunkte für ein neues Abkommen zwischen EU und AKP-Staaten wurden 1996 im Grünbuch "Green Paper on Relations between the European Union and the ACP Countries on the Eve of the 21st Century" niedergelegt. Die EU-AKP-Beziehung sollte nun primär eine politische Partnerschaft sein, in der nicht die speziellen handels- und entwicklungspolitische Interessen und Bedürfnisse maßgebend sein sollten, sondern der breiter gespannten außenpolitische Rahmen der Nord-Süd-Beziehungen (EU COM 1996: vi). Die Kommission nennt drei Säulen, auf die sich eine außenpolitische Identität stützen solle: eine effektive Gemeinsame Außen- und Sicherheitspolitik (GASP), wirksame und ausdifferenzierte Entwicklungspolitik und multilaterale, auf Marktöffnung abzielende Handelspolitik. Das Selbstverständnis der EU und die Wunschvorstellung für eine neue bilaterale Beziehung bleiben dabei ambivalent und enthalten sowohl das historische Motiv einer nachkolonialen Verantwortlichkeit für die AKP-Staaten, das Motiv eines normativen Vorbilds innerhalb einer gleichberechtigten Partnerschaft, drittens aber auch das außen- und handelspolitische Motiv, innerhalb einer nun multipolaren Weltordnung die Vormachtstellung gegenüber den AKP-Staaten zu wahren und bedeutendster Handelspartner zu bleiben.

## Verhandlungsverlauf
Die Verhandlungen zu den WPAs begannen im Sommer 2002, nachdem die Generaldirektionen Handel bzw. Entwicklung am 17. Juni 2002 ein Verhandlungsmandat vom Europäischen Rat erhalten hatten, und die AKP-Staaten ebenfalls eine gemeinsame Verhandlungsgrundlage formuliert hatten. Die Verhandlungsagenda war zunächst sehr breit und umfasste viele Themen aus dem Cotonou-Abkommen, wie etwa die Idee einer politischen Partnerschaft, Regionale Integration, Menschenrechtsschutz und Umsetzung der Kernarbeitsnormen. Neben Armutsbekämpfung und Good Governance definierte sie einerseits klassische Handelsliberalisierung (im Sinne einer wechselseitigen Abschaffung von Zöllen und Quoten) andererseits aber auch den Abbau nichttarifärer Handelshemmnisse (im Sinne einer "Tiefen Integration") als Ziele des auszuhandelnden Freihandelsabkommens. Verhandelt wurde nicht mit der gesamten AKP-Gruppe, sondern mit sechs Verhandlungsregionen, die teils existierenden regionalen Handelsbündnissen entsprechen (etwa der Southern African Development Community oder der ECOWAS), teils aber auch quer dazu lagen, so etwa im Falle der East and Southern African Region (ESA).
Die Verhandlungen waren insbesondere in Afrika durch extreme Verzögerungen, Strategiewechsel, strikte Deadlines und erheblichen politischen Druck geprägt. Während der Amtszeit des handelspolitischen Kommissars Peter Mandelson kam es zu einer weitgehenden Ausblendung entwicklungspolitischer Inhalte und einer Fokussierung auf nichttarifäre Handelshemmnisse. Die dabei genutzten Vertragsentwürfe beruhten auf Klauseln der Freihandelsabkommen mit Russland und Chile und stießen auf breite Kritik seitens der AKP-Verhandlungsgruppen. Da der WTO-Waiver zum 31. Dezember 2007 auslaufen sollte und die EU keine Verlängerung beantragt hatte, spitzte sich die Verhandlungssituation im Herbst 2007 dramatisch zu. Europäische Wirtschaftsdachverbände votierten für einen radikalen Kurs, der die Abschaffung nichttarifärer Handelshemmnisse – die sogenannten "new generation trade issues" favorisierte; gleichzeitig sprachen sich AKP-Vertreter energisch gegen diese Vertragsinhalte aus, da dies als Intervention in wirtschaftspolitische Souveränität betrachtet wurde. Das zentrale Drohinstrument für die Generaldirektion Handel bestand darin, dass nicht-unterzeichnende AKP-Staaten zum 1. Januar 2008 automatisch ihre Handelspräferenzen verlieren würden und nur noch unter den Bedingungen des General System of Preferences in die EU exportieren könnten. Außerdem sollte die Vergabe von handelsbezogener Entwicklungshilfe an die Zustimmung der AKP-Staaten zu den "new generation trade issues" geknüpft werden. 36 von 78 Staaten, so etwa Botswana, Namibia oder Mosambik ließen sich auf die Vertragsentwürfe ein, und initialisierten die Interims-Abkommen, ohne sie aber weiter umzusetzen; andere – insbesondere Least Developed Countries – votierten dagegen, sodass auch in den einzelnen Verhandlungsregionen ein politischer Flickenteppich entstand. In den folgenden Jahren wurde ab 2009 unter Kommissarin Catherine Ashton ein Neuanfang mit einer erheblich reduzierten Verhandlungsagenda versucht. Die Verhandlungen in allen EPA-Regionen liefen derweil weiter; mit dem Ziel, mehr Staaten einer Region in das jeweilige Interimsabkommen zu integrieren, und dabei eine breitere Liberalisierung zu vereinbaren.
Eine zweite Frist zur Unterzeichnung der Partnerschaftsabkommen endete am 1. Oktober 2014.
Damals war ein wichtiger Streitpunkt der Wunsch der afrikanischen Staaten, ihre Wirtschaft schützen und fördern zu wollen, was in der WTO-Logik als handelsverzerrend gewertet wurde und der angestrebten Marktöffnung entgegenstand.
Unter der Drohung, EU-Strafzölle auf afrikanische Einfuhren zu erheben, haben Staaten der ECOWAS, der SADC und ostafrikanische Staaten jeweils separate WPAs unterzeichnet. Diese fokussieren allerdings auf die schrittweise Reduktion von Zöllen und Quoten. "New generation trade issues" sind nicht explizit enthalten, jedoch schreiben die Abkommen fest, dass diese bei regelmäßigen Neuverhandlungen wieder auf der Agenda stehen werden.

## Schlüsselelemente

### Gegenseitigkeit
Ausgehend von der Absicht, die bisherige Unvereinbarkeit der bestehenden Handelsvereinbarungen mit den Regeln der WTO zu beseitigen wird das Hauptgewicht in den Verhandlungen zu den WPAs auf Nichtdiskriminierung und Gegenseitigkeit gelegt. Sie bedeuten die stufenweise Aufhebung aller seit 1975 von der EU eingeräumten Handelsvorteile der AKP-Staaten sowie die kurzfristige Aufhebung aller Handelsbarrieren, die zwischen den Partnerstaaten bestehen. Um einen diskriminierungsfreien Marktzugang zu gewährleisten, sollen die WPAs für alle Entwicklungsländer offenstehen, so dass der Status der AKP-Staaten als Hauptentwicklungspartner der EU begrenzt wird.
Bei den Verhandlungen zu den WPAs steckt die EU in dem Dilemma einerseits den aus der Kolonialvergangenheit herrührenden besonderen Status der AKP-Staaten sowohl normativ als auch materiell wahren zu müssen und andererseits die Verpflichtungen aus der Mitgliedschaft in der WTO zu erfüllen. Als Lösung für dieses Problem wird eine Vereinbarung angestrebt, die ein Mindestmaß an Gegenseitigkeit festschreibt, um die WTO-Kriterien zu erfüllen, in der Realität aber den AKP-Staaten soviel Spielraum zu geben, dass sie den Handelsschutz ihrer wichtigsten Produkte beibehalten können.
Das Ausmaß der Handelsliberalisierung im Rahmen der Wirtschaftspartnerschaftsabkommen wird kontrovers diskutiert. Verschiedene Studien, die die möglichen Auswirkungen offener Märkte in diesem Zusammenhang untersuchten, warnen vor absehbaren negativen Folgen. Eine Delegation des Europa-Ausschusses der Französischen Nationalversammlung veröffentlichte im Juli 2006 einen umfangreichen Bericht, der diese Warnungen erhärtet. Der Bericht nennt vier Schocks, denen die AKP-Staaten ausgesetzt wären, wenn sie ihre Märkte öffneten:
1. ein Haushaltsschock aufgrund der zu erwartenden Einnahmeverluste wegen der wegfallenden Importzölle;
2. ein Außenhandelsschock durch sinkende Wechselkurse, wenn die AKP-Staaten nicht konkurrieren können;
3. ein Schock für die schwachen, im Aufbau befindlichen Industriesektoren in den AKP-Staaten, die der Konkurrenz aus der EU nicht gewachsen sind;
4. ein landwirtschaftlicher Schock, da lokale Märkte und Produzenten mit den Billigimporten aus der Europäischen Union (hoch subventioniert) nicht konkurrieren können.
Es ist daher unbestimmt, ob die bestehenden WTO-Bestimmungen bezüglich regionaler Handelsvereinbarungen am Ende durch die Doha-Runde zu Gunsten der Wirtschaftspartnerschaftsabkommen revidiert werden.
Die negativen Folgen, vor denen die Delegation des Europa-Ausschusses der Französischen Nationalversammlung 2006 gewarnt hatte, sind mittlerweile teilweise eingetreten (Stand: Dez. 2015).

### Regionalismus
Entsprechend dem Cotonou-Grundsatz der Differenzierung und Regionalisierung sollen die Entwicklungsländer dazu befähigt werden, innerhalb der WPAs in Regionalgruppen zu agieren,
die regionale Integration voranzubringen und den Handel innerhalb der Regionen zu fördern.
Insgesamt wurden auf Initiative der EU innerhalb der AKP-Staaten sieben Regionalgruppen gebildet, die als Verhandlungspartner gegenüber der EU auftreten. Diese Regionalgruppen sind:
- the Economic Community of West African States – Westafrikanische Wirtschaftsgemeinschaft / Westafrikanische Wirtschafts- und Währungsunion (ECOWAS / UEMOA)
- la Communauté économique et monétaire de l’Afrique centrale – Zentralafrikanische Wirtschafts- und Währungsgemeinschaft (CEMAC)
- the East African Community – Ostafrikanische Gemeinschaft (EAC)
- the Eastern and Southern Africa – Östliches und südliches Afrika (ESA)
- the Southern African Development Community – Südafrikanische Entwicklungsgemeinschaft / Südafrikanische Zollunion (SADC / SACU[23])
- the Caribbean Forum of African, Caribbean and Pacific States – Karibische Gemeinschaft (CARIFORUM: CARICOM und Dominikanische Republik[24])
- the Pacific region – Pazifischer Raum (Papua-Neuguinea und Fidschi[25])

### Spezielle Fragen
Die neue Regionalgruppierung wirft die Frage auf, wie man innerhalb der WPAs mit der Gruppe der ärmsten Staaten der Erde (so genannte LDC-Staaten) innerhalb der Gruppe der AKP-Staaten umgeht. Diese Länder erfuhren in den bisherigen Handelsvereinbarungen eine privilegierte Behandlung. Zurzeit (Anfang 2007) werden 39 der 77 AKP-Staaten von den Vereinten Nationen als LDCs definiert.
Im Gegensatz zu den übrigen AKP-Staaten, gilt für LDCs im Falle einer Nicht-Unterzeichnung einer WPA automatisch das „Alles außer Waffen“-Abkommen. Dieses System privilegierter Handelsbeziehungen zwischen der EU und LDC-Staaten (auch außerhalb der AKP-Gruppe) wurde 2001 vom EU-Ministerrat beschlossen und ermöglicht es den ärmsten Ländern alle Produkte – mit Ausnahme von Waffen – zollfrei in unbegrenzter Menge in den EU-Raum zu exportieren. Für die LDC-Staaten innerhalb der AKP-Gruppe wäre somit die Nicht-Unterzeichnung einer WPA weniger problematisch als für Nicht-LDCs. Nicht-LDCs fallen im Falle einer Nicht-Unterzeichnung automatisch auf das weniger vorteilhafte „General System of Preferences“ (GSP) zurück.

## Zur Situation 2014
"Am 10. Juli 2014 haben die 16 westafrikanischen Staatschefs in Accra, der Hauptstadt von Ghana, ein sogenanntes Economic Partnership Agreement (EPA - Wirtschaftspartnerschaftsabkommen) zwischen der EU, den 15 Staaten der Communauté économique des Etats d’Afrique de l’Ouest (CEDEAO – Westafrikanische Wirtschaftsgemeinschaft) und Mauretanien paraphiert. Am 22. Juli 2014 wurde ein anderes EPA von 6 Ländern des südlichen Afrikas paraphiert. Im Oktober unterzeichneten die Mitglieder der Ostafrikanischen Gemeinschaft ein Wirtschaftsabkommen mit der EU."

## Zur Situation 2016
Aufgrund des Lissabon-Vertrags ist die EU darauf verpflichtet, ihre Handelspolitik so zu gestalten, dass sie zugleich die Ziele der europäischen Entwicklungszusammenarbeit fördert.
Da die Bevorzugung afrikanischer AKP-Staaten durch Handelspräferenzen in den vergangenen 40 Jahren nicht dazu beigetragen hat, dass sich die Volkswirtschaften breiter aufstellen konnten und da der Wettbewerb um afrikanische Rohstoffe sich verschärft hat, haben sich in der EU unterschiedliche Interessen entwickelt.
So hat die EU bei den WPA-Verhandlungen über die WTO-Vorgaben hinaus z. B. darauf bestanden, dass die AKP-Staaten in Zukunft keine neuen Ausfuhrzölle und Schutzzölle verabschieden dürfen und sich so den dauerhaften Zugang zu günstigen Rohstoffen gesichert.
An Stelle der Politik der Hilfe zur Selbsthilfe folgen die WPA der Logik des Freihandels und setzen darauf, dass die Entwicklung in den AKP-Staaten durch Direkt-Investitionen vorangetrieben wird.
Da die WPA mit den afrikanischen Staaten nur den Freihandel mit Gütern regeln und Dienstleistungen und Investitionen gegen den ursprünglichen Willen der EU nicht mit einschließen, wird eine wirksame Industriepolitik den afrikanischen Staaten überlassen. Die Möglichkeiten die durch die WPAs offen gelassen wurden, müssten „aktiv“ genutzt werden, so Heinrich-Böll- und Friedrich-Ebert-Stiftung übereinstimmend.
80 % des Import-Volumens jedes AKP-Landes aus der EU sollen zollfrei abgewickelt werden. Diese 80 % sollen nach einer Übergangsfrist von bis zu 20 Jahren erreicht werden. 20 % des Import-Volumens können dauerhaft vor internationalem Wettbewerb geschützt werden.
Nach einer weiteren Klausel sollen Schutzzölle erhoben werden können, „wenn eine deutliche Schädigung der lokalen Industrie droht“.
Da die Länder Ghana, Elfenbeinküste, Kenia, Botswana, Namibia und Swasiland bis Anfang 2016 noch nicht von dieser Strategie überzeugt werden konnten, wollte die Europäische Kommission im Juli 2016 die Zugangsprivilegien zum EU-Markt für diese Staaten beenden, um sie dazu zu bewegen bis 1. Oktober 2016 die Partnerschaftsabkommen zu ratifizieren. Bis auf Kenia haben alle diese Länder das Abkommen bis Ende 2016 tatsächlich ratifiziert. Mit Kenia wurde im Jahr 2023 ein Abkommen abgeschlossen.
Das BMZ hat angekündigt, dass die WPAs auch dem Bundestag zur Abstimmung vorgelegt werden.
Im Sommer 2016 "sperren sich nur noch drei von 16 westafrikanischen Ländern gegen die Ratifizierung des Abkommens: Nigeria, Mauretanien und Niger. Die meisten der anderen Länder sind von europäischer Entwicklungshilfe abhängig und haben sich dem Druck längst gebeugt."
Nigerianischen Ökonomen warnen, "dass EPA unsere Märkte in eine Müllhalde für europäische Produkte verwandeln würde."

## Kritische Kampagne
Eine kritische Kampagne namens StopEPA folgt nach eigenen Angaben Initiativen aus der afrikanischen Zivilgesellschaft, die WPAs in ihrer gegenwärtigen Form ablehnen und sich für wirtschaftlich, sozial und ökologisch nachhaltigere Alternativen einsetzen. Zu den Unterstützern der Kampagne in Deutschland zählen u. a.
- Attac
- Brot für die Welt – Evangelischer Entwicklungsdienst
- FoodFirst Informations- und Aktions-Netzwerk (FIAN) Deutschland
- Germanwatch
- Informationsstelle Südliches Afrika e. V. – issa
- Kirchliche Arbeitsstelle Südliches Afrika (KASA)
- Koordination Südliches Afrika (KOSA)
- Medico international
- Netzwerk Afrika Deutschland (NAD)
- Oxfam Deutschland
- Tanzania Network
- terre des hommes
- Weltwirtschaft, Ökologie & Entwicklung (WEED)

## Weitere Kritik
Menschenrechtler kritisieren, dass das „Alles außer Waffen“-Abkommen in Kambodscha dazu geführt habe, dass Zuckerkonzerne Kleinbauern von ihrem Land vertrieben hätten. Der Film Landraub von Regisseur Kurt Langbein dokumentiert dies. Die Organisation Rettet den Regenwald berichtete darüber und startete eine Petition an die Europäische Union.
Die EPAs sollen zwar der nachhaltigen Entwicklung dienen, es braucht jedoch lokale Kapazitäten in den Regierungen und Verwaltungen und es braucht eine lokale Privatwirtschaft, die Interesse daran hat, den freien Marktzugang zu Europa tatsächlich zu nutzen.
Entgegen der Darstellung durch die EU sieht die Friedrich-Ebert-Stiftung einen Paradigmenwechsel in der europäischen Afrika-Politik. Es gehe weniger um Entwicklung, sondern mehr um Wirtschafts- und Handelsinteressen. Die Abhängigkeit Afrikas von Importen könne durch die WPAs noch steigen und der Handel zwischen den afrikanischen Staaten könne leiden.
Für eine umfassende Transformation seien die Wirtschaften Subsahara Afrikas bislang nicht aufgestellt.
Das Entstehen afrikanischer Industrien werde durch das EPA behindert. Daneben würden auch chinesische Billigwaren den Aufbau und die Entwicklung eigener Produktionen behindern.
Der Widerstand gegen die WPA sei durch alle Schichten der afrikanischen Gesellschaft gegangen, das Vertrauen der Zivilgesellschaft in die afrikanischen Regierungen sei geschwächt und die Beziehungen mit der EU auf Jahre hinaus beschädigt worden.
Der Afrika-Beauftragte der Bundeskanzlerin Günter Nooke ist der Ansicht, dass die WPAs vieles kaputt machten, was die Entwicklungszusammenarbeit aufzubauen versuche. Der UN-Wirtschaftsexperte für Ostafrika Andrew Mold sieht durch die WPAs die afrikanische Wirtschaft für langfristig bedroht an und die EU-Abgeordnete Ska Keller meint, dass die WPAs den Partnerländern keine Luft lasse, ihre Industrie zu entwickeln. Demgegenüber ist der EU-Abgeordnete Michael Gahler der Meinung, dass die WPAs den afrikanischen Staaten die Chance bieten würde gegenüber Europa aufzuholen, den Europäern hätte die Warenverkehrs-Freiheit schließlich auch Wohlstand gebracht.